# Михалёва, Мария Григорьевна
Мария Григорьевна Михалёва (1906 — 1981) — советская лётчица, командир авиаэскадрильи, участница Великой Отечественной войны, Майор.

## Биография
Окончила Качинскую военную авиационную школу пилотов. После выпуска освоила несколько типов самолётов, в том числе и современных бомбардировщиков, стала летчиком-инструктором, командиром авиационного подразделения.
27 июля 1940 года Михалёва совершила беспосадочный перелёт в составе женского экипажа (первый пилот — М. П. Нестеренко, второй пилот — М. Г. Михалёва, штурман — Н. И. Русакова) по маршруту Хабаровск—Львов на самолёте ЦКБ-30 «Украина». Достигнуть конечной точки маршрута не удалось из-за грозы, сильного встречного ветра и обледенения, но за 22,5 часа летчицы прошли путь около 7000 км.
В период Великой Отечественной войны капитан Мария Михалёва служила в составе 103-го ббап, была командиром 2-й авиаэскадрильи. Летала на бомбардировщике «Су-2», совершила 4 боевых вылета. В начале июля 1941 года посадила поврежденный самолёт в поле (по другим данным — на опушку леса) и через трое суток вернулась в часть. В конце июля 1941 года Михалёва сразу после приземления по возвращении из боевого вылета потеряла сознание в кабине. Однополчане решили, что её ранило в бою, но оказалось, что летчица ждала ребёнка. Её отправили в тыл.
После рождения ребёнка Мария Михалёва ещё много лет провела за штурвалом самолётов. В 1945 году майор Михалёва занимала должность помощника начальника 2-го отдела Оперативного управления штаба ВВС. В запас уволилась в звании майора. Но и будучи на пенсии вела активный образ жизни — занималась военно-патриотической работой. Воспитала двух детей, занималась внуками.
Умерла 18 октября 1981 года. Похоронена в Киеве на Берковецком кладбище.

## Награды
- орден Красной Звезды (02.06.1945)
- другие награды